# Bandeira do Lesoto
A atual bandeira de Lesoto, aceita em 4 de Outubro de 2006, possui como características um azul, branco e verde divididas horizontalmente com o chapéu negro do partido Basotho no centro. O design, introduzido em honra do 40º aniversário da independência, apresenta-se intencionando a refletir a orientação pacifista do país.

## Primeiras Bandeiras
A primeira bandeira de Lesoto foi introduzida em 4 de Outubro de 1966, no dia em que Lesoto decretou sua indepedência do Reino Unido. Ela possui um proeminente chapéu de Basotho branco. A porção em azul significa o céu e chuva, o branco pela  paz, o verde pela terra e o vermelho pela fé.
Depois das forças armadas que aplicaram golpe e retiraram o Basotho após 20 anos no poder. O escudo de Basotho marrom claro junto com uma lança assegal e a clava knobkierie que substituiu o chapéu do Basotho como símbolo primário.
O esquema e o padrão de cor mudaram também, com um campo triangular branco que representa a paz. A diagonal inferior manteve uma tira azul que representa a chuva e um triângulo verde significando a prosperidade.
Embora o governo militar tenha establecido um governo democrático em 1993, a bandeira era controversa por causa de sua associação com eles e aumentava a exigência do povo para mudá-la.

## Galeria

Bandeira de Lesoto (1966-1987)
Estandarte real (1966-1987)
Bandeira de Lesoto (1987-2006)
Estandarte real (1987-2006)
Estandarte real
Bandeira do Partido Nacional Basotho